# Melampodium divaricatum

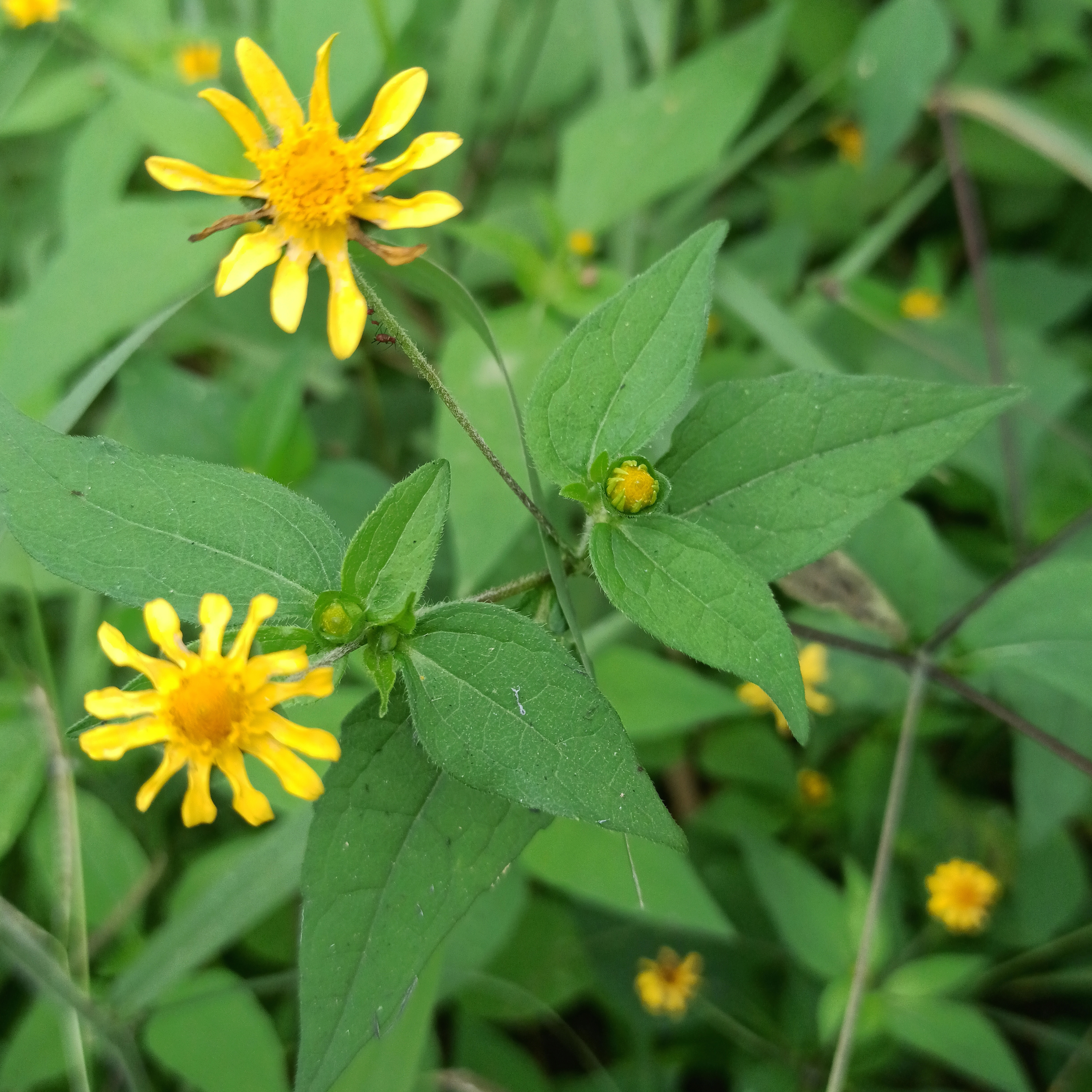
Vista de la planta

Melampodium divaricatum es una planta de la familia de las asteráceas, nativa de América.

## Descripción
Es una hierba anual erecta o decumbente, de hasta 1,2 m de alto, aunque por lo general más baja. El tallo es estriado, pubescente en la parte superior. Las hojas son simples y opuestas, pecioladas, de forma ovada, rómbica o lanceolada; ligeramente ásperas en el haz y con pelos dispersos sobre las nervaduras del envés. La inflorescencia es una cabezuela solitaria en las axilas de las hojas superiores, sobre un pedúnculo de unos 10 cm de largo. Involucro turbinado a hemisférico, con cinco brácteas exteriores fusionadas en su cuarto o tercio inferior. Flores liguladas de ocho a trece, del disco de cuarenta a setenta y cinco, todas amarillas a ligeramente anaranjadas. Como es común en el género Melampodium, las brácteas interiores cubren completamente las cipselas, formando en M. divaricatum un pseudofruto cuneiforme de hasta 4 mm de largo con una nervadura diagonal lateral.

## Distribución y hábitat
Melampodium divaricatum es una planta que se beneficia de la perturbación ecológica, de modo que se encuentra frecuentemente como ruderal o arvense en zonas de clima tropical o subtropical con precipitación estacional alta. En vida silvestre, se encuentra en bosque nuboso, bosque seco y pluvisilva, principalmente como parte de la sucesión ecológica.
De forma nativa, se distribuye de México a Brasil, pero también se ha registrado con una distribución secundaria lejos de su zona de distribución nominal, como en las Antillas, el Sureste Asiático y algunas islas del Océano Índico.

## Usos

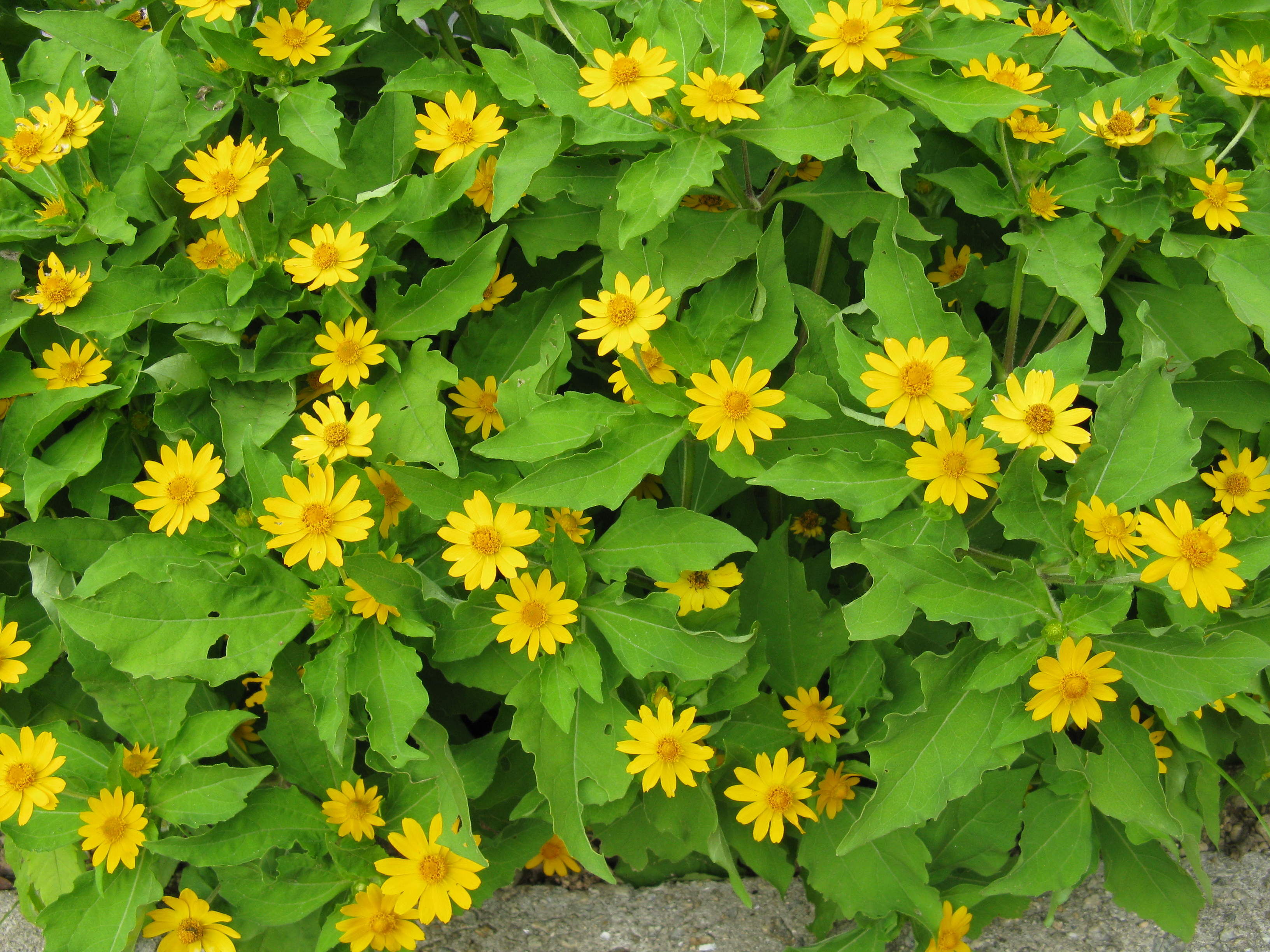
La variedad 'Million Gold' en cultivo

La planta es popular en jardinería. Se suele comercializar bajo el nombre de botón de oro en español o butter daisy ("margarita de mantequilla") en inglés, y también se encuentra frecuentemente bajo el sinónimo botánico de Melampodium paludosum. Requiere de un suelo bien drenado en un seto con plena exposición al sol, pero fuera de eso es una especie de bajo mantenimiento. Existen numerosos cultivares, como 'Jackpot Gold', 'Lemon Delight', 'Million Gold', entre otros.

## Taxonomía
Melampodium divaricatum fue descrita en 1836 por Augustin Pyrame de Candolle, sobre un basónimo de Louis Claude Marie Richard, en Prodromus systematis naturalis regni vegetabilis 5: 520.

### Etimología
Melampodium: nombre genérico de origen griego que significa "pie negro", dado por Carlos Linneo en honor al adivino Melampo.
divaricatum: epíteto específico latino que significa "que se extiende".

### Sinónimos
- Alcina minor Cass.
- Alcina ovalifolia Lag.
- Alcina ovatifolia J.Jacq.
- Dysodium divaricatum Rich. ex C.H.Persoon [basónimo]
- Dysodium radiatum Desf.
- Eleutheranthera divaricata (Rich.) Millsp.
- Melampodium berteroanum Spreng.
- Melampodium copiosum Klatt
- Melampodium flaccidum (Benth.) Benth.
- Melampodium ovatifolium Rchb.
- Melampodium paludosum Kunth
- Melampodium panamense Klatt
- Melampodium pumilum Benth.
- Melampodium rhombifolium Sessé & Moc.
- Melampodium tenellum var. flaccidum Benth.
- Spilanthes guatemalensis Vatke
- Wedelia minor Hornem.
- Wedelia ovatifolia Willd.
- Zarabellia rhomboidea Cass.[4]